# Брей, Стивен
Стивен Пейт Брей (англ. Stephen Pate Bray; род. 23 декабря 1956, Детройт, Мичиган, США) — американский автор песен, барабанщик и музыкальный продюсер. Наиболее известен своим сотрудничеством с Мадонной, а также как победитель Грэмми-2017 в номинации за лучший альбом на основе театрального мюзикла за выигравший, в свою очередь, престижную награду «Тони» спектакль «Цветы лиловые полей». Брей является владельцем и руководителем звукозаписывающих студий Saturn Sound и лейбла Soultone Records.

## Карьера
Брей начал обучение музыке посредством частных уроков в своём родном городе Детройте, посещал Washtenaw Community College в студенческом городке Анн-Арбор, а в дальнейшем продолжил обучение в Музыкальном колледже Беркли в Бостоне.

### Сотрудничество с Мадонной
Брей познакомился с Мадонна задолго до прихода к ней славы. Это произошло в Мичиганском университете, расположенном в Анн-Арборе, где Мадонна училась хореографии. Он переехал в Нью-Йорк через два года, приняв приглашение Мадонны занять место ударника в её новой группе. В то время она ещё была участницей нью-йоркской группы Breakfast Club, но уже планировала создать свою команду. Их новая группа называлась Emmy and the Emmys.
Вскоре Мадонне предоставили сольный звукозаписывающий контракт с Gotham Management под управлением Камиллы Барбон (Camille Barbone). Брея также взяли в команду музыкантов Мадонны, но через какое-то время. Создаваемая под руководством менеджмента музыка была более рок-ориентированной, однако прорыва в виде контракта с крупным лейблом не произошло и через полтора года усилий. Мадонна переключила своё внимание на танцевальную музыку. Они с Бреем продолжили работать над параллельным проектом, ориентированным в большей степени на клубную музыку. Уже подписав контракт с Sire Records, Мадонна продолжила сотрудничество с Бреем.
Вместе они написали и спродюсировали множество хитов 80-х, в том числе одни из самых популярных хитов Мадонны. Из совместные песни часто были сочинены по характерной схеме: повтор второго куплета и бриджа перед переходом к припеву. Их сотрудничество завершилось на альбоме Мадонны 1989 года Like a Prayer.

### The Breakfast Club
После прихода к Мадонне славы Брей решил присоединиться к её бывшей группе Breakfast Club. Квартет подписал контракт с ZE Records, а затем с MCA. Одноимённые дебютный альбом команды вышел в начале 1987 года. Ему предшествовал выход сингла первой десятки Hot 100 под названием «Right on Track». Брей выступил соавтором большинства песен вместе с Дэном Гилроем, а также спродюсировал некоторые треки. Второй альбом группы так и не вышел и вскоре после этого команда распалась.

### The Color Purple
Брей дебютировал на Бродвее в качестве композитора и поэта-песенника в 2005 году, поработав над местной версией книги Элис Уокер «The Color Purple». За эту работу он был номинирован на премию «Тони».

## Личная жизнь
Он женат на кинопродюсере Стефани Эллейн, в чьём послужном списке фильмы «Суета и движение» и «Стон чёрной змеи».

## Дискография
Избранные упоминания

### Синглы
- «Ain’t No Big Deal» — исполнитель Barracuda (оригинальное демо — Мадонны) для Epic Records 1982
- «Angel», Мадонна
- «Stay», Мадонна
- «Pretender», Мадонна
- «Over and Over», Мадонна
- «Into the Groove», Мадонна
- «Say It, Say It», E.G. Daily
- «Baby Love», Regina, later covered by Данни Миноуг
- «True Blue», Мадонна
- «Jimmy Jimmy», Мадонна
- «Where’s the Party», Мадонна
- «Spotlight», Мадонна
- "Cross My Broken Heart, The Jets
- «Sendin' All My Love», The Jets
- «Each Time You Break My Heart», Ник Кэмен с Мадонной (оригинальное демо — Мадонна
- «Right on Track», Breakfast Club
- «Causing a Commotion», Мадонна
- «Can’t Stop», Мадонна
- «Express Yourself», Мадонна
- «Keep It Together», Мадонна
- «Baby Gonna Shake», Royalty
- «Get Over», Nick Scotti (оригинальное демо — Мадонна)
- «Count the Days», «Rhythm Of Love», Кайли Миноуг
- «Little Black Book», Gina G
- «That’s Why», The Party
- «Needin' Someone», The Party
- «Change on Me», The Party
- «Most of All», Jody Watley

### Неизданные
- «Warning Signs», Мадонна
- «Desperately Seeking Susan», Мадонна
- «Working My Fingers to the Bone», Мадонна
- «Pipeline», Мадонна
- «Love Attack», Мадонна
- «First Is a Kiss», Мадонна